# Dietmar Walberg

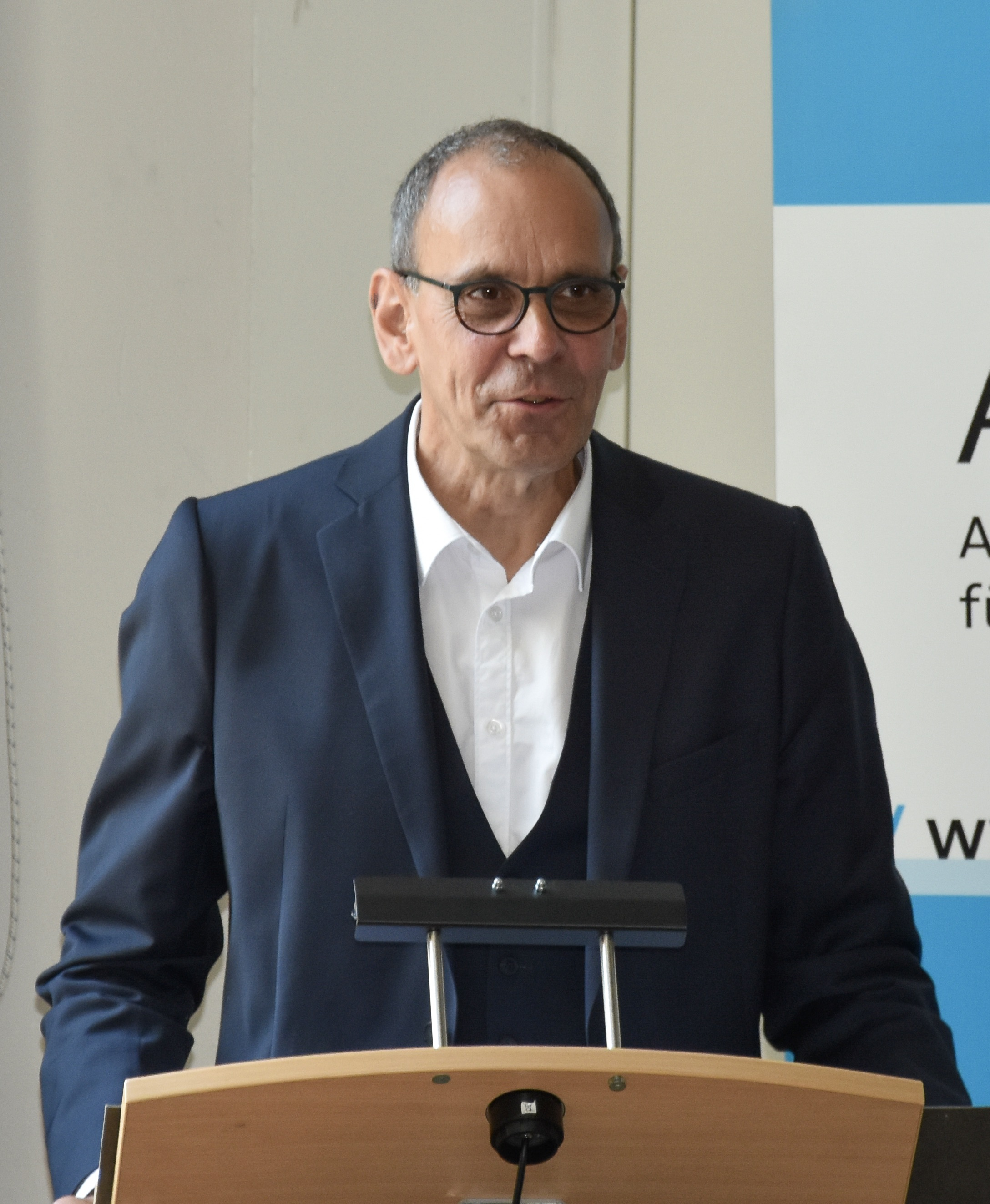
Dietmar Walberg (2023)

Dietmar Walberg (* 1962 in Kassel; lebt in Kiel) ist ein deutscher Architekt, Hochschullehrer und Geschäftsführer der Arbeitsgemeinschaft für zeitgemäßes Bauen e.V.

## Leben
Walberg machte 1982 sein Abitur am Gymnasium Jacob-Grimm-Schule in Kassel.
Nach dem Zivildienst erfolgten sein Studium und Studienaufenthalte in Berlin, Kiel und Danzig bis zum Jahr 1991. Danach war er als Projektleitender und Freischaffender Architekt in Rastede und Kiel beschäftigt. Ab dem Jahr 2000 war er als Architekt bei der Arbeitsgemeinschaft für zeitgemäßes Bauen e.V. (ARGE//eV) tätig. Am 1. April 2010 wurde er zum Geschäftsführer der ARGE//eV bestellt.
Am 31. Mai 2022 erfolgte seine Berufung zum Honorarprofessor an die Technische Hochschule Lübeck und die Übernahme der Leitung des Fachgebiets Nachhaltiger Wohnungsbau am dortigen Fachbereich Bauwesen. Walberg gilt als einer der renommiertesten Experten im Bereich der angewandten Bauforschung, speziell zum Thema Baukosten im Wohnungsbau in Deutschland.  Zu diesen Themen und anderen Aspekten des Nachhaltigen Wohnungsbaus hat er zahlreiche Publikationen und Ergebnisse durchgeführter Studien verfasst oder mitverfasst und veröffentlicht.
Am 14. November 2024 gründete er, zusammen mit den Wissenschaftlern und Hochschullehrern Werner Sobek, Elisabeth Endres, Manfred Norbert Fisch und Dirk Hebel die Initiative Praxispfad CO2-Reduktion im Gebäudesektor.

## Engagement (Auswahl)
- Konventberufener im Konvent der Baukultur durch die Bundesstiftung Baukultur[8]
- Gründungsmitglied der Initiative Praxispfad CO2-Reduktion im Gebäudesektor[9]
- Mitglied des Klimabeirates von Solid UNIT Deutschland[10]
- Wissenschaftlicher Beirat von NaWoh –  
Verein zur Förderung der Nachhaltigkeit im Wohnungsbau e.V. – Qualitätssiegel Nachhaltiger Wohnungsbau[11]
- Baukostensenkungskommission der Bundesregierung (von 2014 bis 2016)[12]
- Mitglied des Landesbeirates Forst- und Holzwirtschaft des Landes Schleswig-Holstein und der Freien und Hansestadt Hamburg[13]
- Mitglied des Vorstandes des Deutschen Ausschusses für Mauerwerk e.V. (DAfM)[14]
- Mitglied des Lenkungsgremiums für Grund- und Planungsnormen NABau am DIN – Deutsches Institut für Normung[15]
- Koordinator des Netzwerks Innovative Dämmtechniken[16]
- Messebeirat der NordBau in Neumünster[17]
- Mitglied des Beirates des Verbandes Wohneigentum e.V. (Deutscher Siedlerbund)[18]

## Publikationen (Auswahl)
- Walberg, Dietmar; von Bodelschwingh; Gniechwitz, Timo; Enders, Katharina; Wientzek, Daniela: Wohnungsbau in Deutschland 2025 - Quo vadis? / Wege zu einem leistungsfähigen Wohnungsmarkt. In: Arbeitsgemeinschaft für zeitgemäßes Bauen e.V./regiokontext (Hrsg.): Bauforschungsbericht Nr. 91. ARGE//eV, Kiel/Berlin 2025, ISBN 978-3-939268-79-6, S. 100.
- Walberg, Dietmar; Gniechwitz, Timo; Schulze, Thorsten; Paare, Klaus: Wohnungsbau 2024 in Deutschland: Kosten - Bedarf - Standards / Die Krise als Einbahnstraße? In: Arbeitsgemeinschaft für zeitgemäßes Bauen e.V. (Hrsg.): Bauforschungsbericht Nr. 88. ARGE//eV, Kiel/Berlin 2024, ISBN 978-3-939268-74-1, S. 72.
- Walberg, Dietmar; Gniechwitz, Timo; Schulze, Thorsten; Paare, Klaus: Wohnungsbau: Die Zukunft des Bestandes - Studie zur aktuellen Bewertung des Wohngebäudebestands in Deutschland und seiner Potenziale, Modernisierungs- und Anpassungsfähigkeit. In: Arbeitsgemeinschaft für zeitgemäßes Bauen e.V. (Hrsg.): Bauforschungsbericht Nr. 82. ARGE//eV, Kiel/Berlin 2022, ISBN 978-3-939268-65-9, S. 110.
- Holz, Astrid; Walberg, Dietmar: Siedlungen der 50er Jahre – Modernisierung oder Abriss – Methodik zur Entscheidungsfindung über Abriss, Modernisierung oder Neubau in Siedlungen der 50er Jahre. In: Arbeitsgemeinschaft für zeitgemäßes Bauen e.V. (Hrsg.): Bundesamt für Bauwesen und Raumordnung - Berichte zur Bau- und Wohnforschung F 2505. Fraunhofer IRB Verlag, Stuttgart 2007, ISBN 978-3-8167-7481-5, S. 124.
- Walberg, Dietmar; Gniechwitz, Timo; Schulze, Thorsten; Paare, Klaus: Status und Prognose: So baut Deutschland – so wohnt Deutschland. Der Chancen-Check für den Wohnungsbau - Studie zu den Bedarfen, Hemmnissen, Herausforderungen und drohenden Konsequenzen für den Wohnungsbau in Deutschland. In: Arbeitsgemeinschaft für zeitgemäßes Bauen e.V. (Hrsg.): Bauforschungsbericht Nr. 86. ARGE//eV, Kiel/Berlin 2023, ISBN 978-3-939268-71-0, S. 84.
- Walberg, Dietmar; Gniechwitz, Timo; Schulze, Thorsten; Cramer, Antje: Optimierter Wohnungsbau – Untersuchung und Umsetzungsbetrachtung zum bautechnischen und kostenoptimierten Wohnungsbau in Deutschland. In: Arbeitsgemeinschaft für zeitgemäßes Bauen e.V. (Hrsg.): Bauforschungsbericht Nr. 66. ARGE//eV, Kiel/Berlin 2014, ISBN 978-3-939268-28-4, S. 40.
- Walberg, Dietmar; Gniechwitz, Timo; Halstenberg, Michael: Kostentreiber für den Wohnungsbau - Untersuchung und Betrachtung der wichtigsten Einflussfaktoren auf die Gestehungskosten und die aktuelle Kostenentwicklung von Wohnraum in Deutschland. In: Arbeitsgemeinschaft für zeitgemäßes Bauen e.V. (Hrsg.): Bauforschungsbericht Nr. 67. ARGE//eV, Kiel/Berlin 2015, ISBN 978-3-939268-29-1, S. 108.
- Walberg, Dietmar; Gniechwitz, Timo: Bestandsersatz 2.0 - Potenziale und Chancen - Studie zur aktuellen Bewertung des Wohngebäudezustandes in Deutschland unter Berücksichtigung von Neubau, Sanierung und Bestandsersatz. In: Arbeitsgemeinschaft für zeitgemäßes Bauen e.V. (Hrsg.): Bauforschungsbericht Nr. 69. ARGE//eV, Kiel/Berlin 2016, ISBN 978-3-939268-37-6, S. 98.
- Walberg, Dietmar; Vollert, Sören: Bausteine für die Wärmewende. In: Arbeitsgemeinschaft für zeitgemäßes Bauen e.V. (Hrsg.): Bauen in Schleswig-Holstein Nr. 49. ARGE//eV, Kiel 2023, ISBN 978-3-939268-70-3, S. 56 ().
- Holz, Astrid; Walberg, Dietmar; Gniechwitz, Timo; Schulze, Thorsten: Wohnungsbau in Deutschland 2011 - Modernisierung oder Bestandsersatz" Studie zum Zustand und der Zukunftsfähigkeit des deutschen "Kleinen Wohnungsbaus" (2 Bände Band 1 Textband – Band 2 – Tabellenband). In: Arbeitsgemeinschaft für zeitgemäßes Bauen e.V. (Hrsg.): Bauforschungsbericht Nr. 59. ARGE//eV, Kiel/Berlin 2011, ISBN 978-3-939268-02-4, S. 138.
- Walberg, Dietmar: Die Zukunft des Bestandes - Eine typologische Auswertung. In: BDA Bund Deutscher Architektinnen und Architekten (Hrsg.): DIE ARCHITEKT 3/22 - Typologie als Ressource - Die gebaute Welt besser verstehen. BDA, Juni 2022, ISSN 0003-875X, S. 28 ff.
- Walberg, Dietmar et al: Umsetzungsorientierte Machbarkeitsstudie zur Erreichung der Klimaschutzziele im Bereich der Wohngebäude in Hamburg. Hrsg.: Senat der Freien und Hansestadt Hamburg, vertreten durch die Behörde für Stadtentwicklung und Wohnen: Arbeitsgemeinschaft für zeitgemäßes Bauen e.V. / ALP Institut für Wohnen und Stadtentwicklung GmbH / Ingenieurgesellschaft mbH / RegioKontext GmbH / complan Kommunalberatung GmbH. BSW HH/ARGE//eV, Kiel/Hamburg 2023, ISBN 978-3-939268-68-0, S. 78/68 ().
- Holz, Astrid; Walberg, Dietmar; Muus, Rüdiger: Leitfaden für Gruppenwohnprojekte. Hrsg.: Bundesministerium für Familie, Senioren, Frauen und Jugend / ARGE//eV. BMFSFJ/ARGE//eV, Kiel/Berlin 2015, ISBN 978-3-939268-22-2, S. 154.